# رود آستارا

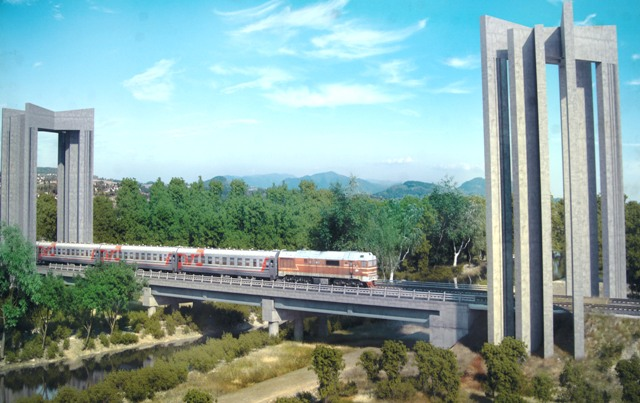
ماکت پل ریلی آستارا-آستارا که قرار است بر روی رودخانه مرزی آستاراچای توسط دو کشور ایران و جمهوری آذربایجان احداث شود.

آستاراچای یا آستارارود (تالشی: Ostororü) (به ترکی آذربایجانی: Astaraçay) رودخانه مرزی کوچکی است که شهر آستارا در ایران را از شهر آستارا در جمهوری آذربایجان جدا می‌کند. این رودخانه که از ارتفاعات گردنه حیران و دامنه قله شیندان و بلندی‌های آق‌مسجد سرچشمه گرفته و میان ایران و جمهوری آذربایجان مرز طبیعی را تشکیل داده، همچنین بزرگ‌ترین شاخه این رودخانه با ۶۰٪ دبی لحظه‌ای از طرف ایران وارد و بر رودخانه ملحق می‌گردد. (در حوزه روستاهای گیلده و آقچای)
در این رودخانه، همه ساله مقدار چشم‌گیری ماهی سفید، سیاکولی، ماهی آزاد، سس ماهی، انواع ماهیان فلسدار توسط صیادان سنتی با ماشک صید می‌گردد. همچنین گفته شده است که این رود غنی‌ترین بانک ژنی آبزیان در استان گیلان است. در تابستان از آب آن برای مصارف و آبیاری مزارع کشاورزی استفاده می‌شود. مسیر آن از کنار آبادی‌های مرزی گذشته و دو شهر آستارای شمالی و جنوبی را از هم جدا ساخته و به دریا می‌ریزد. پل معروف مرزی بر روی همین رودخانه احداث گشته‌است.